# Роберт Прюцманн
Роберт Прюцманн (нім. Robert Prützmann; 4 травня 1903, Морунген — 16 серпня 1981, Бонн) — німецький офіцер-підводник, фрегаттен-капітан крігсмаріне.

## Біографія
31 березня 1924 року вступив на флот. З січня 1939 року — черговий офіцер на лінкорі «Шарнгорст». В квітні-вересні 1940 року пройшов курс підводника. З вересня 1940 по 31 березня 1941 року — командир підводного човна U-30. З квітня 1941 року — командир в 2-й флотилії підводних човнів, проте не отримав нове призначення. В січні 1942 року переданий в розпорядження командування військово-морської станції «Остзе». З березня 1942 року — офіцер зв'язку на легкому крейсері «Лейпциг». З лютого 1943 року — офіцер зв'язку ВМС при командуванні 5-го повітряного флоту. З червня 1943 по 8 травня 1945 року — 1-й офіцер на важкому крейсері «Адмірал Гіппер».

## Звання
- Кандидат в офіцери (31 березня 1924)
- Морський кадет (19 червня 1925)
- Фенріх-цур-зее (1 квітня 1926)
- Оберфенріх-цур-зее (1 травня 1928)
- Лейтенант-цур-зее (1 жовтня 1928)
- Оберлейтенант-цур-зее (1 липня 1930)
- Капітан-лейтенант (1 липня 1935)
- Корветтен-капітан (1 серпня 1939)
- Фрегаттен-капітан (1 серпня 1943)

## Нагороди
- Медаль «За вислугу років у Вермахті» 4-го і 3-го класу (12 років)